# T́
T́ t́ ist ein Graphem der Umschriften DIN 31635 und ALA-LC.
In Umschriften aus der paschtunischen Schrift steht t́ für den Buchstaben Tte (ټ; [⁠ʈ⁠]), bei Umschriften aus dem Urdu für das urduische Tte (ٹ; [ʈ]).

## Darstellung im Computer
Unicode erhält das T́ nicht als eigenes Zeichen. Es wird durch ein normales T in Kombination mit dem combining acute accent (U+0301) erzeugt.
Soll das Zeichen in HTML angezeigt werden, muss t&#x0301; für den Kleinbuchstaben und T&#x0301; für den Großbuchstaben verwendet werden.